# Луцифер
Луцифер (лат. Lucifer - лучоноша, носилац светлости) или Фосфор (грч. Fosforos) је син римске богиње јутарњег руменила и праскозорја Ауроре - или грчке богиње Еос и титана Астреја.
- Фосфор (грч. Phosphorus) - Син богиње јутарњег руменила Еос, познатији под латинским именом Луцифер
- Хеосфор (грч. Eosphoros) - Син богиње Еос. Познатији под латинским именом Луцифер.

## Митологија
Био је отеловљење звезде Данице и сам њен бог. Луцифер није имао неку већу улогу у античким митовима, мада је доносио сваки дан светло природи и људима.
У Хришћанству се именом Луцифер звао пали серафим који је желео да достигне Бога (Исаија 14,14). Луцифера је протерао са небеса арханђел Михаило. Познат је и као Сатана, Змија, Кушач и Лукави. Био је и херувим (Езекиљ 28,14) и „јутарња звезда“ (Исаија 14,12). Езекиљ (Езекиљ 28,17) наводи да је Сатана био ванредно леп анђео. Постао је „господар пакла“, јер је тамо бачен због своје побуне против Бога.
Сатана односно арханђел Луцифер је у Библији описан као миљеник Бога, његов најлепши и најсјајнији анђео. Он је од Бога добио дужност Сатане, што значи искушивач, односно обмањивач. Његов посао је био да обмањује људе односно да их доводи у искушење да учине нешто противно вољи самог Бога и да их на тај начин тестира да ли су вредни божијег благослова. Пример томе је прича о рајском врту, у којој Сатана у облику змије наведе Адама и Еву да пробају забрањено воће и на тај начин не послушају Бога. То је довело до њиховог избацивања из Раја и губитка бесмртности. Ово се такође назива првим грехом који сви људи наслеђују од њих својим рођењем, и једини начин да се ослободе тог греха је крштење у хришћанској цркви.
Касније је и сам Луцифер избачен из Раја са трећином анђела које је предводио у побуни против Бога. Тако настаје термин “пали анђео”. Разлог његове побуне је био тај што је Бог од њега захтевао да буде слуга човеку, што је за Луцифера била увреда јер су људи “нижа раса” у односу на анђеле који су бића од ватре док су људи од прашине који су притом апсолутно дефектни у односу на анђеле, а такође разлог је и Луциферова љубав према Богу којег је волео више од свега.

## Ко је Луцифер
Пророк Исаија пише да је Луцифер саздан као „пун мудрости“, и да је био један од најлепших анђела. Био је створен као „помазани анђео“ који жели престо Божији, и био је „горе на планини Божијој“. Касније је „изопачио своју мудрост због своје славе“: „Како паде с' неба, звездо данице, кћери зорина, како се обори на земљу који си газио народе. А говорио си у срцу свом: изаћи ћу на небо, више звезда Божијих подигнућу престо свој, и сешћу на гори зборној на страни северној. Изаћи ћу у висине над облаке, изједначићу се са вишњим. А ти се у пакао сврже у дубину гробну.” (Исаија 14, 12-15, Свето Писмо Старог Завета) Пророк Исаија нам открива да је Луцифер - Сатана - анђео који је збачен са небеса јер је желео да заузме престо Божије моћи. Да бисмо још мало разјаснили његове намере, погледаћемо поново Свето Писмо Старог Завета. По стварању света Бог говори Адаму: „Једи слободно са свакога дрвета у врту; Али с дрвета од знања добра и зла, с њега не једи, јер у који дан окусиш с њега умрећеш.“ (Прва књига Мојсијева 2, 16-17) Наравно, сада се поново појављује Луцифер, али овога пута у обличју змије и почиње са перфидном преваром Адама и Еве која ће их одвести у смрт. „Али змија беше лукава мимо све звери пољске, које створи господ, па рече жени: је ли истина да је Бог казао да не једете са свакога дрвета у врту. А жена рече змији: ми једемо рода са сваког дрвета у врту; Само рода с оног дрвета усред врта, казао је Бог, не једите и не дирајте у њ, да не умрете. А змија рече жени: нећете ви умрети: Него зна Бог да ће вам се у онај дан кад окусите с њега отворити очи, па ћете постати као богови и знати шта је добро што ли зло...“ (Прва књига Мојсијева 3, 1-5) Бог је изабрао човека да се сједини са његовим Сином и да постане бесмртан, односно да буде као Бог. Ђаво такође нуди бесмртност Адаму и Еви, наговарајући их да прекрше Божији закон и поједу плод са дрвета познања добра и зла како би постали као „богови“.
Ђавољом обманом Адам је потражио обожење, али не у сједињењу са Богом, него у сједињењу са природом која је и сама смртна. Његова жеља да он буде Бог за природу, и да је приноси себи, уместо Богу, доноси смрт и за њега и за природу. Дакле, сатанизам као религија не представља ништа осим преваре у којој се човеку у име слободе и обожења управо то и одузима, и то на најлукавији и најбескрупулознији начин. Наравно да сатанисти не признају догађаје описане у Светом Писму, и по њиховој верзији Сатана је заједно са Богом учествовао у стварању света и нанета му је штета, односно Бог га је преварио и изгнао са небеса када је тражио исту моћ као и Бог. Сатанисти верују да ђе Сатана добити своје „право место“, и да је њихов главни задатак да учине његову војску бројнијом од Божије. Што буде било више чланова у сатанистичким и окултним организацијама, брже ће и расти његова војска, тако да ће и он пре доћи на власт, и збацити Христа и Хришћанску Цркву.

## Луцифер и Сотона
Име Луцифер се једном помиње у јеврејској Библији. Сама̂ реч значи блистава, јутарња звијезда. Луцифер је љубоморан на Божју љубав према Адаму, и види га као инфериорног, буни се против Бога и бива избачен са небеса. Хришћанство је усвојило јеврејску Библију као свој Стари завет, и према томе, описује Луцифера као палог анђела који се побунио против Бога. Поред љубоморе према Адаму, хришћанство додаје Луциферу још један недостатак карактера: понос против Бога, који је током историје постао важнији од његове љубоморе. Данас се Луцифер сматра упозорењем против поноса, а не зависти. Након рата на небу, којег је Луцифер изгубио, био је избачен са неба и постао ђаво, под именом Сотона, персонификација зла и искушења. Познат као варалица који води човечанство у заблуду. Сотона је постао „анђео који је испао из милости код Бога, заводећи човечанство у путеве греха, и који сада влада над палим светом”.
„Највећа лукавост ђавола је у томе што нас је убедио да не постоји.”, тврдио је Шарл Бодлер.